# Elmshorn Fighting Pirates
Die Elmshorn Fighting Pirates sind ein American-Football-Verein aus Elmshorn in Schleswig-Holstein. 2019 schafften die Holsteiner den Aufstieg in die GFL Nord, die höchste Spielklasse Deutschlands, verzichteten nach dem ausgefallenen Spieljahr 2020 aber auf ihr Teilnahmerecht und zogen sich in die Landesliga zurück.

## Geschichte
Die Elmshorn Fighting Pirates wurden 1991 durch die Elmshorner Schüler Jörn Maier und Stefan Roth gegründet. Die Werbeaktivitäten an Elmshorner Schulen und Jugendeinrichtungen führten dazu, dass ab Frühjahr 1991 die ersten Übungseinheiten im Rosengarten Elmshorn durchgeführt werden konnten. Das Team wurde am 15. Januar 1992 in den größten Elmshorner Sportverein, den Elmshorner MTV, als Sparte aufgenommen. 1992 startete auch der reguläre Spielbetrieb in der Landesliga Nord A im Landesverband des American Football und Cheerleading Verbands Schleswig-Holstein.
Größte Erfolge feierten die Pirates in der Saison 1997, in der sie ungeschlagen die Oberliga Nord gewannen („perfekte Saison“). 2002 wurde die Mannschaft Meister der Verbandsliga Nord, 2003 und 2011 Meister der Oberliga Nord sowie 2017 Meister der Regionalliga Nord mit anschließendem Aufstieg in die GFL2.
Ab der Saison 2018 spielte die Mannschaft in der GFL2 Nord.
Anfang 2019 wurde die 2. Herren (Elmshorn Fighting Pirates II) der Elmshorn Fighting Pirates mit dem Vorhaben gegründet, 2020 unter Trainer Michael Schernick den Spielbetrieb aufzunehmen.
Die 1. Herren wurden 2019 unter Trainer Jörn Maier Meister der Nordstaffel der GFL2, setzten sich anschließend in der Relegation gegen die Düsseldorf Panther durch (47:14 im Hinspiel, 34:21 im Rückspiel vor 2726 Zuschauern im heimischen Krückaustadion) und schafften somit erstmals den Aufstieg in die GFL, die höchste deutsche Spielklasse. In Hinblick auf die erste Erstligasaison der Vereinsgeschichte wurde die Mannschaft unter anderem mit dem US-Amerikaner James „Jimmy“ Walker (Quarterback) verstärkt, der Aufstiegsquarterback Ryan Sample ablösen sollte. Auch der in England geborene US-Amerikaner Kolin Hill (Defensive End) einigte sich mit Elmshorn auf einen Vertrag. Als Ziel für die erste Saison in der GFL wurde die Play-off-Teilnahme ausgegeben. Aufgrund der Ausbreitung der Krankheit COVID-19 wurde die GFL-Saison zunächst ausgesetzt. Ende Juli 2020 (zu diesem Zeitpunkt bestand noch keine Klarheit, ob die Saison verspätet stattfinden würde) entschlossen sich die Elmshorner, im Falle einer Wiederaufnahme des Spielbetriebs im Jahr 2020 nicht an diesem teilzunehmen. Die Saison fand nicht statt. Ende Dezember 2020 gab der Verein bekannt, das Teilnahmerecht für die Erstliga-Saison 2021 nicht wahrzunehmen und die Mannschaft abzumelden. Als Grund wurde die wegen der anhaltenden Coronavirus-Pandemie unsichere finanzielle Lage genannt. Mit der Abmeldung der ersten Mannschaft zog sich auch Cheftrainer Maier zurück.
Die Elmshorner machten 2021 in der Landesliga Schleswig-Holstein einen Neuanfang. Durch die Abmeldung der ersten Herrenmannschaft bildeten die 2. Herren den Stamm für den Wiederbeginn und schafften unter der Leitung von Trainer Michael Schernick gleich im ersten Spieljahr (das nur vier Spiele umfasste, die alle gewonnen wurden) den Aufstieg in die Verbandsliga. In der darauffolgenden Saison 2022 schafften die Pirates ebenfalls ungeschlagen den Aufstieg in die Oberliga Schleswig-Holstein (5-0, das sechste Spiel der Saison wurde ohne Wertung abgesagt). 2023 folgte der Aufstieg in die Regionalliga, in der die Mannschaft 2024 den Meistertitel gewann. Da die Berlin Adler aus der höchsten deutschen Spielklasse zwangsabsteigen mussten, entfielen die Play-offs und Elmshorn hatte als Regionalliga-Meister das Teilnahmerecht an der zweiten Liga, GFL2 sicher.

## Sonstiges
In Elmshorn gilt der sogenannte American Day als sportlicher Zuschauermagnet. Jährlich finden sich zu diesem Footballspiel bis zu 2500 Zuschauer im Krückaustadion ein.

## Erfolge und Platzierungen
Quelle: 
| Jahr | Liga                            | Platz | Bilanz (S–N–U)    | Anmerkungen                                                                      |
| ---- | ------------------------------- | ----- | ----------------- | -------------------------------------------------------------------------------- |
| 1992 | Landesliga Nord A               | 6.    | 1–11              | erste Saison der Vereinsgeschichte                                               |
| 1993 | Landesliga Nord A               | 3.    | 3–4–1             |                                                                                  |
| 1994 | Landesliga Nord A               | 5.    | 3–7               |                                                                                  |
| 1995 | Verbandsliga Nord               | 4.    | 6–6               |                                                                                  |
| 1996 | Verbandsliga Nord               | 3.    | 8–4               |                                                                                  |
| 1997 | Oberliga Nord                   | 1.    | 13–0              | Meister/Ungeschlagen/Aufstieg in die Regionalliga                                |
| 1998 | Regionalliga Nord               | 3.    | 7–3               | DM Viertelfinale                                                                 |
| 1999 | Regionalliga Nord               | 4.    | 0–10              | Abstieg/alle Pirates-Spiele 0:20 gewertet                                        |
| 2000 | keine Liga                      | –     | kein Spielbetrieb |                                                                                  |
| 2001 | Verbandsliga Nord               | 3.    | 7–4–1             |                                                                                  |
| 2002 | Verbandsliga Nord               | 1.    | 9–0–1             | Meister/Aufstieg in die Oberliga                                                 |
| 2003 | Oberliga Nord                   | 1.    | 9–1               | Aufstieg in die Regionalliga                                                     |
| 2004 | Regionalliga Nordost            | 2.    | 7–3               |                                                                                  |
| 2005 | Regionalliga Nord               | 2.    | 8–2               |                                                                                  |
| 2006 | Regionalliga Nord               | 2.    | 9–2               |                                                                                  |
| 2007 | Regionalliga Nord               | 3.    | 4–6               |                                                                                  |
| 2008 | Regionalliga Nord               | 7.    | 1–11              | Abstieg in die Oberliga                                                          |
| 2009 | Oberliga Nord                   | 3.    | 4–4               |                                                                                  |
| 2010 | Oberliga Nord                   | 3.    | 4–4               |                                                                                  |
| 2011 | Oberliga Nord                   | 1.    | 4–1–1             | Meister/Aufstieg in die Regionalliga                                             |
| 2012 | Regionalliga Nord               | 2.    | 5–3               |                                                                                  |
| 2013 | Regionalliga Nord               | 3.    | 7–4               | Aufstieg in die GFL2                                                             |
| 2014 | GFL2 Nord                       | 8.    | 1–13              |                                                                                  |
| 2015 | GFL2 Nord                       | 8.    | 2–12              | Abstieg in die Regionalliga                                                      |
| 2016 | Regionalliga Nord               | 2.    | 6–2               |                                                                                  |
| 2017 | Regionalliga Nord               | 1.    | 11–1              | Meister/Aufstieg in die GFL2                                                     |
| 2018 | GFL2 Nord                       | 3.    | 8–6               |                                                                                  |
| 2019 | GFL2 Nord                       | 1     | 12–2              | Meister GFL2, Aufstieg GFL                                                       |
| 2020 | GFL Nord                        | /     | /                 | kein Spielbetrieb wegen der Coronavirus-Pandemie danach Abmeldung der Mannschaft |
| 2021 | Landesliga Schleswig-Holstein   | 1.    | 4–0               | Aufstieg in die Verbandsliga                                                     |
| 2022 | Verbandsliga Schleswig-Holstein | 1.    | 5–0               | Aufstieg in die Oberliga                                                         |
| 2023 | Oberliga Nord Nord              | 1.    | 8–0               | Meister/Aufstieg in die Regionalliga                                             |
| 2024 | Regionalliga Nord               | 1.    | 12–0              | Meister/Aufstieg in die GFL2                                                     |

## Trainerstab
Quelle: 

### 1. Herren
| Position                          | Name              |
| --------------------------------- | ----------------- |
| Head Coach                        | Jörn Maier        |
| Offense Coordinator               | Andreas Nommensen |
| Defense Coordinator               | Ivo Kolbe         |
| Quarterback / Wide Receiver Coach | Stefan Mau        |
| Defensive Backfield Coach         | Joe Roman         |
| Defensive Line Coach              | Patrick Zimmer    |
| Linebacker Coach                  | Fabian Adler      |
| Linebacker Coach                  | Matthias Ude      |
| Wide Receiver Coach (Assistant)   | Philipp Schulz    |
| Running Back Coach                | Sören Hauff       |

| Position                        | Name              |
| ------------------------------- | ----------------- |
| Head Coach                      | Jörn Maier        |
| Offense Coordinator             | Andreas Nommensen |
| Defense Coordinator             | Patrick Esume     |
| Tight End / Wide Receiver Coach | James Anderson    |
| Defensive Backfield Coach       | Fabian Adler      |
| Defensive Line Coach            | Patrick Zimmer    |
| Linebacker Coach                | Matthias Ude      |
| Wide Receiver Coach (Assistant) | Philipp Schulz    |
| Running Back Coach              | Sören Hauff       |

| Position                                     | Name              |
| -------------------------------------------- | ----------------- |
| Head Coach                                   | Michael Schernick |
| Offensive Coordinator / Wide Receiver Coach  | Josh Hartigan     |
| Defensive Coordinator / Defensive Back Coach | Fabian Adler      |

### 2. Herren
| Position                                                 | Name              |
| -------------------------------------------------------- | ----------------- |
| Head Coach, Defense Coordinator, Special Teams           | Michael Schernick |
| Offense Coordinator, O-Line                              | Volkert Vollmer   |
| Assistant Defense Coordinator, Linebacker, Running Backs | Kevin von Borstel |
| Wide Receiver, Tight Ends                                | Alexander Schmidt |
| Defensive Backs                                          | Justin Hands      |

## Teams
- Football
  - Fighting Pirates (1. Herren)
  - Junior Pirates (A-Jugend)
  - Young Pirates (B-Jugend)
  - Little Pirates (C-Jugend)

- Cheerleader
  - Major Maniacs (Senior Allgirl)
  - Missy Maniacs (Junior Allgirl)
  - Magic Maniacs (Junior Allgirl U14)
  - Mini Maniacs (PeeWee Allgirl)
  - Grizzled Maniacs („Grauhaarige Maniacs“)